# Oberhabbach
Die Ortschaft Oberhabbach ist ein Ortsteil der Gemeinde Lindlar, Oberbergischer Kreis, im Regierungsbezirk Köln in Nordrhein-Westfalen (Deutschland).

## Lage und Beschreibung
Oberhabbach liegt nordöstlich von Lindlar, nördlich von Frielingsdorf unweit der Stadtgrenze zu Wipperfürth. Nachbarortschaften sind Niederhabbach und Bühlstahl (Wipperfürth). Durch Oberhabbach fließt die Lindlarer Sülz.

## Sehenswürdigkeiten
In Oberhabbach gibt es verschiedene alte Wegekreuze. 

## Busverbindungen
Die nächste Haltestelle ist in Niederhabbach, dort verkehrt die Buslinie 333 (OVAG) sowohl nach Wipperfürth als auch nach Frielingsdorf und Engelskirchen.